# 哈吉拉
哈吉拉（Hajira INA），是印度古吉拉特邦Surat县的一个城镇。总人口2137（2001年）。

## 人口
该地2001年总人口2137人，其中男性1200人，女性937人；0—6岁人口315人，其中男153人，女162人；识字率75.20%，其中男性为80.58%，女性为68.30%。